# 2014年上海
|        | 上海历史 |
| 世紀： | 20世紀上海 \| 21世紀上海 \| 22世紀上海                                                                                     |
| 年代： | 1980年代上海 \| 1990年代上海 \| 2000年代上海 \| 2010年代上海 \| 2020年代上海 \| 2030年代上海 \| 2040年代上海               |
| 年份： | 2010年上海 \| 2011年上海 \| 2012年上海 \| 2013年上海 \| 2014年上海 \| 2015年上海 \| 2016年上海 \| 2017年上海 \| 2018年上海 |
| 紀年： | 甲午年（马年）、上海开埠171周年、上海设市87周年                                                                            |

## 主要官员

### 党委
- 市委书记：韩正

### 人大
- 人大常委会主任：殷一璀

### 政府
- 市长：杨雄

### 法院
- 院长：崔亚东（代理后转正）

### 检察院
- 检察长：陈旭

### （党）纪委
- 书记：侯凯

### 政协
- 主席：吴志明

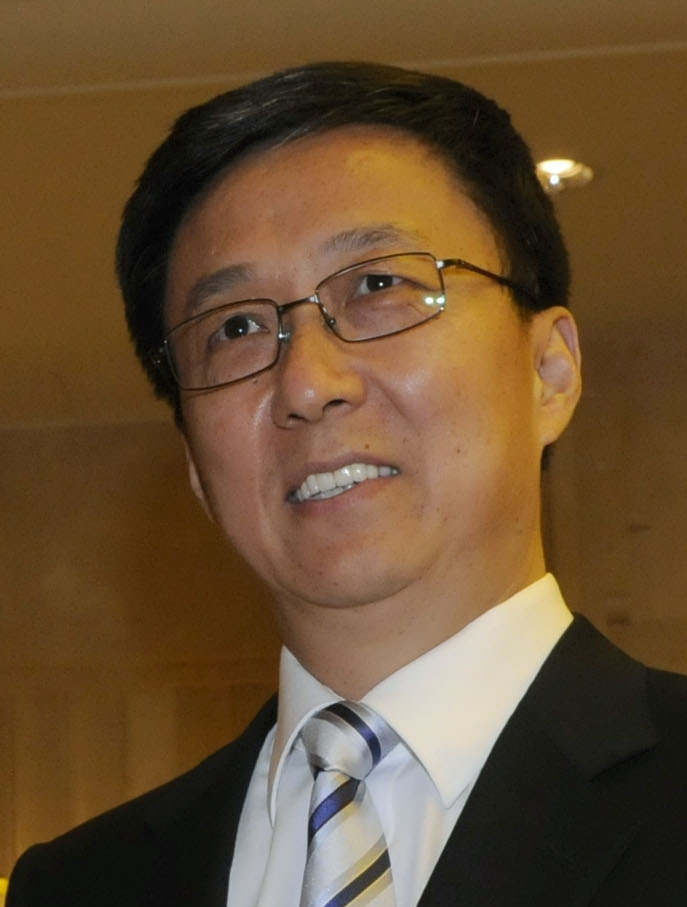
市委书记韩正
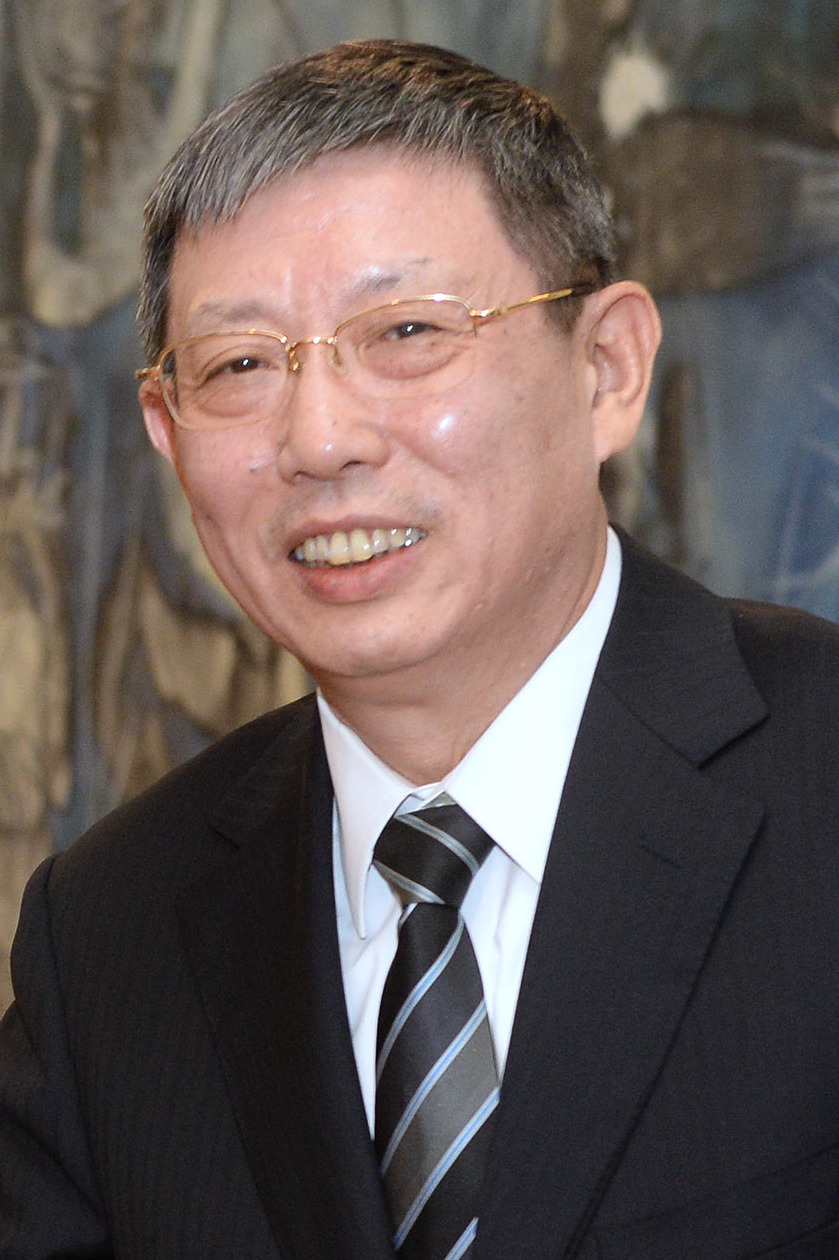
市长杨雄
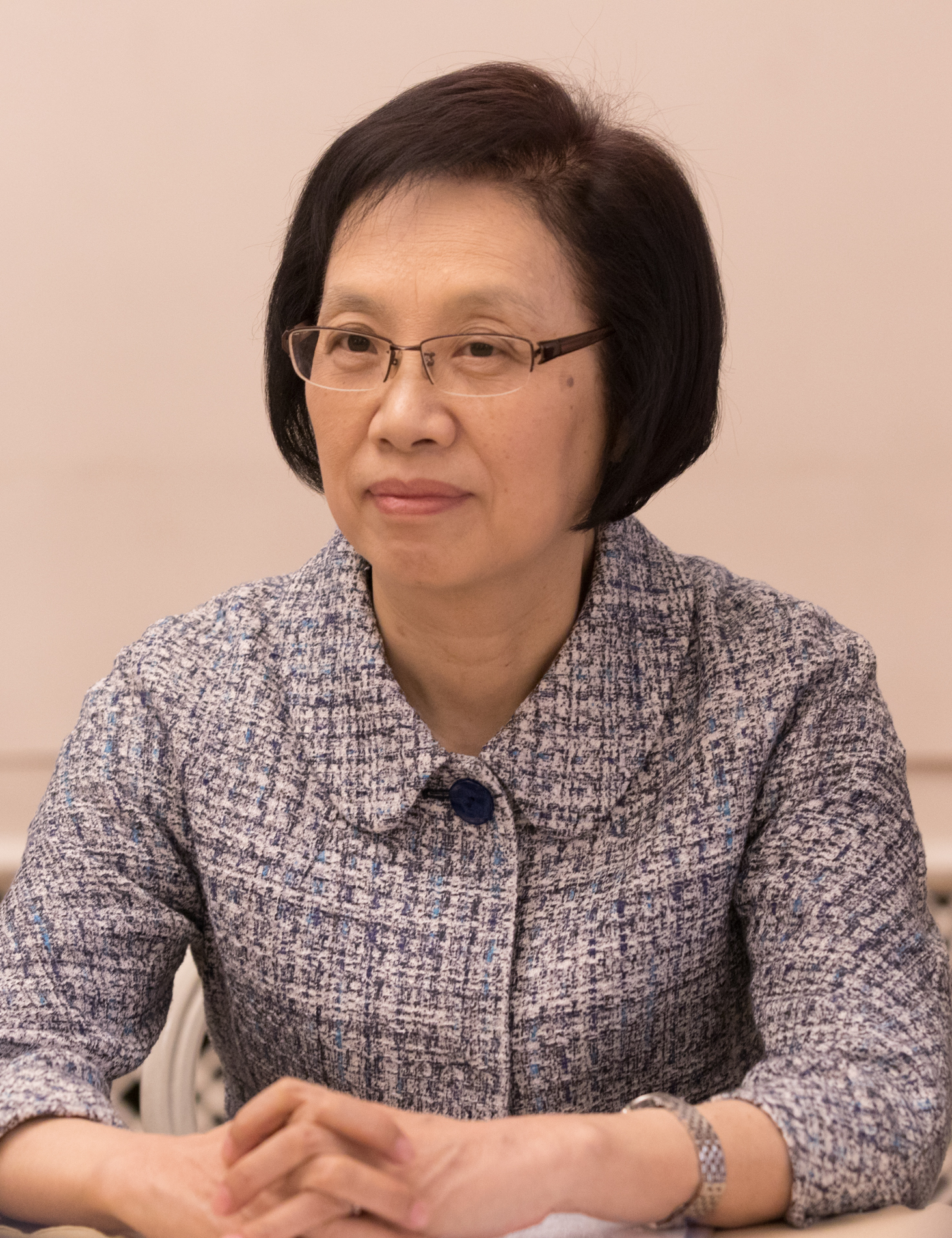
市人民代表大会常委会主任殷一璀

## 大事记
7月15日～20日，第19届跳水世界杯在上海举办。
7月18日——巴士新新、巴士六汽“撤二建一”合并重组正式完成，合并后的新上海巴士六汽公共交通有限公司揭牌成立。
10月28日——上海地铁博物馆開館，為中國首家地鐵博物館。
11月25日——国家体育总局发布的《2014年国民体质监测公报》显示，上海市民最爱运动，在两项最重要的核心数据中均列全国第一，其中体质达标率达到97.1%，体质综合指数高达107.91。 
12月31日——外滩陈毅广场发生踩踏事件。